# Ministro de Relaciones Exteriores del Perú
El ministro de Relaciones Exteriores del Perú, también conocido como Canciller del Perú, es el titular del Ministerio de Relaciones Exteriores.

## Funciones
El ministro es el encargado de las relaciones exteriores de este país, y de seguir las instrucciones que imparta el Presidente Constitucional de la República del Perú en la materia. Es responsable de continuar los lineamientos permanentes e inalterables en materia de política exterior y de los lineamientos del gobierno de turno que no sean incompatibles con los primeros.

## Evolución histórica
- Secretaría de Estado de Gobierno y Relaciones Exteriores (1821-1823): Fue creada por decreto dado por el protector José de San Martín, con fecha del 3 de agosto de 1821.
- Ministerio de Estado y Relaciones Exteriores (1823-1826)
- Ministerio de Relaciones e Interior (1826-1827)
- Ministerio de Gobierno y Relaciones Exteriores (1827-1834)
- Ministerio de Relaciones Exteriores (1834-1844)
- Ministerio de Relaciones Exteriores, Justicia y Negocios Eclesiásticos (1844-1845)
- Ministerio de Relaciones Exteriores (1845-1852): Fue creado por decreto ley del 19 de mayo de 1845, en el primer gobierno del mariscal Ramón Castilla.
- Ministerio de Gobierno y Relaciones Exteriores (1852-1855): Bajo el gobierno del general Echenique y con fecha del 5 de febrero de 1852 se dispuso que se agregara la cartera de Gobierno a la de Relaciones Exteriores.
- Ministerio de Relaciones Exteriores e Instrucción Pública (1855-1856): Tras el triunfo de la Revolución Liberal de 1854 encabezada por Castilla, se reorganizaron los ministerios. La cartera de Relaciones Exteriores pasó a incluir el ramo de Instrucción Pública.
- Ministerio de Relaciones Exteriores (1856 -): Por ley del 4 de diciembre de 1856, se organizó el Consejo de Ministros del Perú y se configuró el Ministerio de Relaciones Exteriores, ya desligado de otros ramos ajenos. Solo esporádicamente, entre 1860 a 1864 y de 1942 a 1949, esta cartera abarcó el ramo de Culto.